# Noah Akwu
Noah Akwu (Enugu, 23 settembre 1990) è un velocista nigeriano. Ha rappresentato il proprio paese in occasione dei Giochi olimpici a Londra 2012. È stato due volte campione nazionale dei 400 metri nel 2010 e 2013

## Palmarès
| Anno | Manifestazione          | Sede        | Evento      | Risultato  | Prestazione | Note |
| ---- | ----------------------- | ----------- | ----------- | ---------- | ----------- | ---- |
| 2008 | Africani                | Addis Abeba | 400 m piani | Semifinale | 47"17       |      |
| 2008 | Mondiali juniores       | Bydgoszcz   | 400 m piani | Batteria   | 49"45       |      |
| 2008 | Mondiali juniores       | Bydgoszcz   | 4×400 m     | 6º         | 3'12"56     |      |
| 2009 | Mondiali                | Berlino     | 4×400 m     | 8º         | 3'02"73     |      |
| 2010 | Africani                | Nairobi     | 400 m piani | Semifinale | dns         |      |
| 2012 | Africani                | Porto-Novo  | 200 m piani | Bronzo     | 20"83       |      |
| 2012 | Giochi olimpici         | Londra      | 200 m piani | Batteria   | 20"67       |      |
| 2013 | Mondiali                | Mosca       | 4×400 m     | Batteria   | 3'04"52     |      |
| 2014 | Mondiali indoor         | Sopot       | 4×400 m     | Batteria   | 3'07"95     |      |
| 2014 | World Relays            | Nassau      | 4×400 m     | 12º        | 3'04"49     |      |
| 2014 | Giochi del Commonwealth | Glasgow     | 400 m piani | Batteria   | dq          |      |
| 2014 | Giochi del Commonwealth | Glasgow     | 4x400 m     | 7º         | 3'04"86     |      |
| 2014 | Africani                | Marrakech   | 400 m piani | 7º         | 46"40       |      |
| 2014 | Africani                | Marrakech   | 4x400 m     | Argento    | 3'03"09     |      |
| 2016 | Mondiali indoor         | Portland    | 4×400 m     | 5º         | 3'08"55     |      |